# چرنی وراه (استان مونتانا)
چرنی وراه (به بلغاری: Cherni Vrah) یک منطقهٔ مسکونی در بلغارستان است که در شهرستان والچدرام واقع شده‌است.